# روزنامه‌نگاری طنز

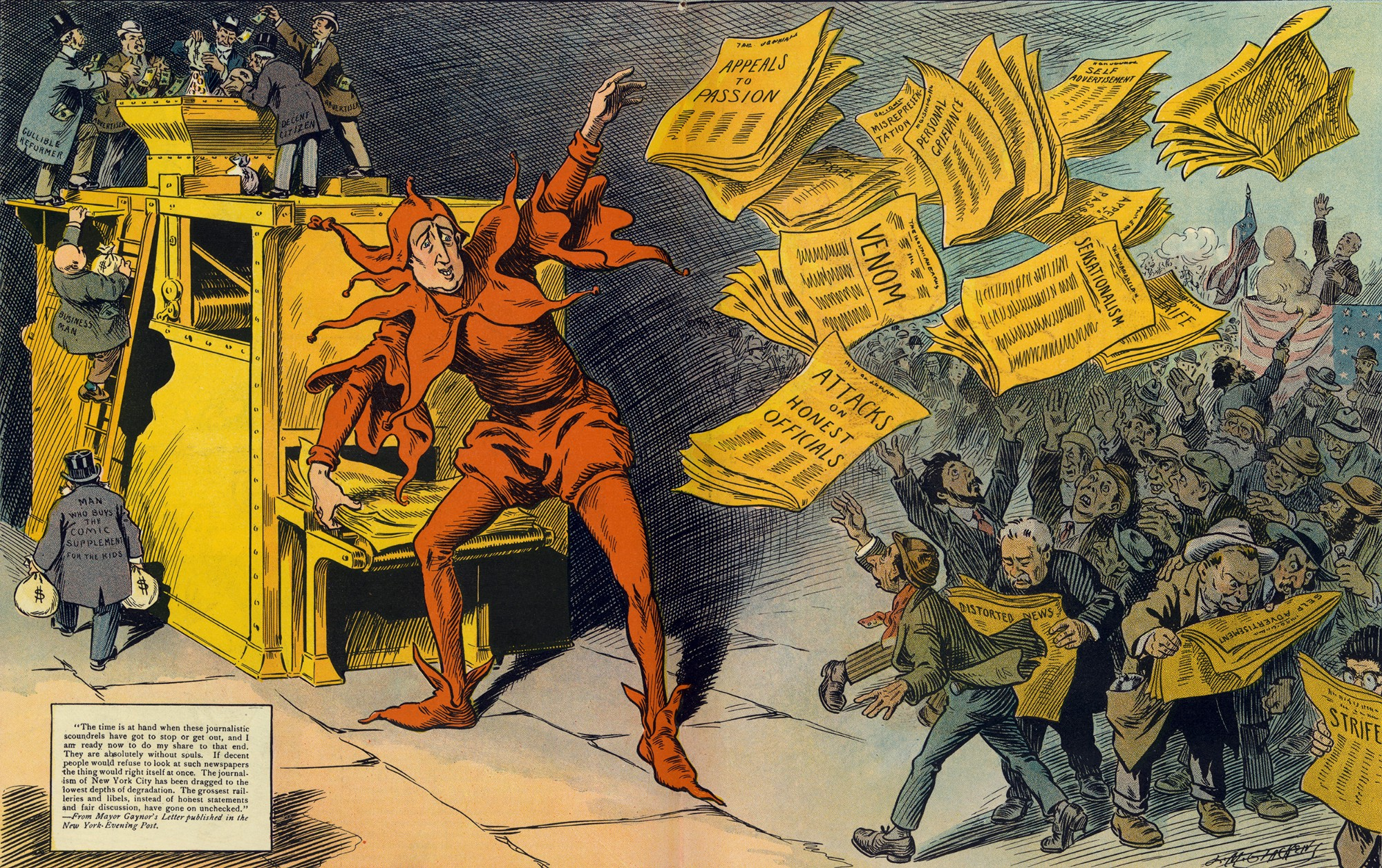
اخبار زرد.

روزنامه‌نگاری طنز یا گرافیکی، نوعی روزنامه‌نگاری است که اخبار و رویدادهای غیرخیالی را در چارچوبی طنز پوشش می‌دهد و ترکیبی از کلمات و تصاویر نقاشی شده است.
هرچند قصه‌گویی بصری هزاران سال است که پدید آمده و هم‌اکنون استفاده از رسانه‌های طنز برای پوشش رویدادهای زندگی واقعی برای سازمان‌های خبری، انتشارات و نشریات در اوج است. از نظر تاریخی، نمایش تصویری رویدادهای خبری (به‌طور خاص تصاویر غارها) به‌طور معمول استفاده می‌شد و بعد از آن استفاده زیاد از تصویر در نشریات دیده می‌شود مثل The Illustrated London News و مجله هارپر.
بیشتر نویسندگان، روزنامه‌نگاران و تصویرگران اخیر تلاش کرده‌اند که ارزش این روش را با فرستادن روزنامه‌نگاری به این حوزه، بالا ببرند؛ که این مورد شامل کارهای محلی و خارجی است. جایی که ابرهای کلمات دقیقاً جملات نقل شده هستند و منابع افرادی واقعی که در آن موضوع شرکت داشته‌اند. بسیاری از این کارها به صورت آنلاین انجام شده و در همکاری با نشریات بوده و به خوبی مطبوعات کوچک است.
جو ساکو یکی از پیشروهای این روش بوده است از بین گروه‌هایی از نویسندگان که اولین مجلات شناخته شده را تولید کردند که بر روزنامه‌نگاری طنز تأکید دارند. در بین این نشریات Mamma! مجله‌ای از روزنامه‌نگاری طنز است که از سال ۲۰۰۹ در ایتالیا چاپ می‌شود و توسط گروهی از نویسندگان تولید شده و Symbolia مجله‌ای اینترنتی از روزنامه‌نگاری طنز برای کامپیوتر و تبلت است.
از سال 2014 Jen Sorensen بخش فرهنگ تصویری Fusion را می‌نویسد و Matt Bors مجموعه طنزهای آنلاین The Nib را نوشته است و هر دوی این‌ها قطعات روزنامه‌نگاری طنز را منتشر می‌کنند.